# 田中美音子
田中 美音子（たなか みねこ、1975年1月14日 - ）は、大阪府出身のハンドボール選手。大阪ラヴィッツ所属。
選手として1993年に日本リーグデビューを果たし、4度の得点王を獲得。2008年に出産後もプレーし、48歳まで現役を全うした。リーグ通算得点1655点という男女通じて歴代1位の記録を残す。
2023-24年シーズン、大阪ラヴィッツの監督に就任。

## 経歴
小学校5、6年ではバレーボールをしていたが豊中市立第十中学校でハンドボールを始め、大阪・四天王寺高等学校時代には選抜優勝、全国高等学校総合体育大会ベスト8、国民体育大会3位を経験。
1993年に大和銀行入りし日本ハンドボールリーグ2部で得点王に輝く。
1994年に1部へ昇格すると、得点王を獲得。
1995年には日本リーグ得点王、ジュニア世界選手権得点王を記録した。
1996年は2年ぶりの得点王を獲得。
1997年はチームが2部へ降格。2部では得点王を獲得した。
1998年に1部へ昇格し、1999年の日本リーグ最優秀選手、得点王を獲得。 1999-2000年シーズンでチームが廃部。
2000年から2年間デンマーク1部リーグのスコウバッケンでプレー。
2002年、ソニーセミコンダクタ九州へ加入。2004年にアジア選手権優勝を果たし、自身は最優秀選手に選出された。
2005年は日本リーグの最優秀選手と1998年以来の得点王を獲得。
2006年に結婚。国内大会では旧姓「田中」を使用。2008年北京五輪の出場権をかけたやり直しアジア予選では、身分証明にパスポート提示が必要な国際大会のため、登録名が「平井美音子」に変更された。
2007年2月3日、鹿児島県の霧島市国分体育館で行われたHC名古屋戦で、日本リーグ女子史上初の通算1000得点を達成した。
2008年に出産し、2008-09年シーズンを産休していたが、2009年3月14日の北國銀行とのプレーオフ準決勝で復帰、2得点を挙げた。2015-16年シーズン限りでソニーを退団。
2016年、地元の新チーム・大阪ラヴィッツに選手兼ヘッドコーチとして加入。
2018年2月25日の北國銀行戦でリーグ史上初の通算1500得点を記録。2017-18年シーズンはリーグ8位の90得点を挙げた。
2023年3月4日、飛騨高山ビッグアリーナで行われた飛騨高山ブラックブルズ岐阜とのリーグ最終戦出場を最後に選手引退。
2023年、大阪ラヴィッツの監督に就任。

## 詳細情報

### 年度別成績
| 年      | チーム         | 試合 | フィールド 得点 | 率   | 7m  | 合計   | 警告 | 退場 | 失格 |
| ------- | -------------- | ---- | --------------- | ---- | --- | ------ | ---- | ---- | ---- |
| 2007-08 | ソニー         | 13   | 49/98           | .500 | 8/9 | 57/107 | 2    | 2    | 0    |
| 2008-09 | ソニー         | 0    | -               | -    | -   | -      | -    | -    | -    |
| 2009-10 | ソニー         | 15   | 46/80           | .575 | 0/0 | 46/80  | 2    | 2    | 0    |
| 2010-11 | ソニー         | 15   | 57/104          | .548 | 2/8 | 59/112 | 2    | 2    | 0    |
| 2011-12 | ソニー         | 14   | 32/57           | .561 | 0/0 | 32/57  | 0    | 1    | 0    |
| 2012-13 | ソニー         | 15   | 58/93           | .624 | 1/3 | 59/96  | 4    | 3    | 0    |
| 2013-14 | ソニー         | 18   | 83/132          | .629 | 0/0 | 83/132 | 5    | 2    | 0    |
| 2014-15 | ソニー         | 18   | 39/61           | .639 | 0/0 | 39/61  | 3    | 7    | 0    |
| 2015-16 | ソニー         | 12   | 32/52           | .615 | 0/0 | 32/52  | 1    | 0    | 0    |
| 2017-18 | 大阪ラヴィッツ | 24   | 90/153          | .588 | 0/0 | 90/153 | 7    | 3    | 0    |
| 2018-19 | 大阪ラヴィッツ | 24   | 50/89           | .562 | 0/0 | 50/89  | 5    | 3    | 0    |

- 各年度の太字はリーグ最高
- 2007-08年シーズン以前の成績はランニングスコアが公開されていないため省略

### 通算成績
| JHL：23年 | フィールド 得点 | 率   | 7m      | 合計      |
| --------- | --------------- | ---- | ------- | --------- |
| JHL：23年 | 1338/2323       | .576 | 228/293 | 1566/2616 |

- 2018-19年シーズン終了時点
- 太字はリーグ最高

### タイトル・表彰

#### 日本ハンドボールリーグ
- 最優秀選手賞：3回 (1999年・2005年・2006年)
- ベストセブン賞：11回 (1994年・1995年・1997年・1998年・1999年・2002年・2003年・2004年・2005年・2006年・2007年)
- 得点王：4回 (1994年・1995年・1999年・2005年)
- フィールド得点賞：2回 (1995年・1999年)
- シュート率賞：1回 (2005年)
- 7mスロー得点賞：3回 (1994年・1995年・1999年)
- 特別表彰・通算1500得点達成 (2017年)

### 記録
- 通算500得点：1999年9月15日、対北國銀行戦（豊島体育館）[8]
- 通算600得点：2003年1月25日、対広島メイプルレッズ戦（ブラザー工業体育館）※史上2人目[9][10]
- 通算700得点：2003年12月13日、対オムロン戦（ソニーセミコンダクタ九州株式会社体育館）※史上初[11]
- 通算800得点：2005年1月30日、対オムロン戦（出水市総合体育館）※史上初[12]
- 通算900得点：2006年2月26日、対オムロン戦（水俣市立総合体育館）※史上初[13]
- 通算1000得点：2007年2月3日、対HC名古屋戦（霧島市国分体育館）※史上初[14]
- 通算1100得点：2009年11月1日、対HC名古屋戦（神埼中央公園体育館）※史上初[15]
- 通算1200得点：2012年1月14日、対三重バイオレットアイリス戦（山鹿市総合体育館）※史上初[16]
- 通算1300得点：2013年9月29日、対飛騨高山ブラックブルズ岐阜戦（ヒマラヤアリーナ）※史上初[17]
- 通算1400得点：2016年1月17日、対HC名古屋戦（霧島市国分体育館）※史上初[18]
- 通算1500得点：2018年2月25日、対北國銀行戦（小松総合体育館）※史上初[19]
- 通算1600得点：2020年10月11日、対北國銀行戦（金岡公園体育館）※史上初[20]